# Sam Gellaitry
Sam Gellaitry, né à Stirling, en Écosse, est un DJ et producteur britannique de musique électronique. Découvert très jeune sur la plateforme de streaming SoundCloud, il fait partie des figures montantes de la scène électronique d'outre-Manche du milieu des années 2010 avec Mura Masa, Rustie ou encore Hudson Mohawke. Relativement peu connu du grand public, il bénéficie d'une forte reconnaissance auprès de la scène underground, notamment due à la complexité de composition de ses morceaux, fortement inspirés du jazz dans l’harmonie et la mélodie.

## Biographie

### Débuts (2014-2015)
Fils d'un joueur de cornemuse et fan de jazz, Sam Gellaitry a baigné tôt dans la musique. L'Écossais commence à composer des morceaux sur son ordinateur avec le logiciel de MAO FL Studio dès l'âge de douze ans. Il met plusieurs années à être satisfait de ce qu’il produit et commence à diffuser ses premières musiques sur la plateforme de streaming Soundcloud aux alentours de 2014 et 2015. Son premier titre est un remix de son morceau favori de Michael Jackson : Rock with you. Il évolue alors sous son ancien pseudonyme : Synth-e-Sam. À l'âge de 16 ans, avec l’encouragement de ses parents, il décide de se consacrer entièrement à la musique et d’arrêter l'école.
Après quelques nouveaux morceaux comme i wish ou encore life, la communauté Soundcloud commence à s’intéresser à lui. À cette époque son style varie entre house et trap. Il développe déjà une signature sonore singulière.
Dans le même temps, il est détecté par le label de Los Angeles Soulection, qui travaille avec des artistes comme Mister Carmack ou encore Kaytranada. Il signe un premier EP intitulé Short Stories. Cet EP va permettre à l’Écossais de gagner en visibilité. La même année il sort Waiting So Long, single house signé chez Ministry of Sound, qui va lui permettre de toucher un nouveau public, notamment dans les clubs d'outre-Manche.

### Confirmation (2016-2017)
Sam Gellaitry va confirmer sa place d'artiste à suivre au sein de la scène électronique d'outre-Manche grâce à sa série d'EP intitulée Escapism.
Cette série d'EP est signée sous le label XL Recording. Chaque projet est composé de 5 morceaux. On retrouve un univers différent dans chaque projet, tous ayant une signature sonore peu commune et facilement reliable à l'artiste.
Escapism I, regroupe une bonne dose d’inspiration orientale. Le style trap est majoritaire sur cet EP. L'écossais laisse de côté les morceaux clubs qui ont fait son succès au début de sa carrière sur Soundcloud, pour s’intéresser au style du moment à la sortie de l'EP, en 2015. Le plus gros succès de Sam Gellaitry Long Distance est tiré de ce projet. Le morceau connaitra une seconde vie lors de sa diffusion à la mi-temps du Superbowl LII.
Sur Escapism II, il casse les codes du premier EP. Ce projet a été produit par Gellaitry pour être majoritairement composé de “banger”, de titres jouables en club. Les sonorités sont donc plus électroniques, les BPM sont aussi plus rapides. Les sonorités de cet EP sont beaucoup plus synthétiques que sur le premier projet. C'est aussi à cette époque qu'il commence à tourner un peu partout en Europe et aux États-Unis. Il jouera d'ailleurs à l'édition 2017 de Coachella  en avril et participera à une Boiler Room à Londres quelques mois plus tôt.
Enfin en avril 2017, Il termine sa trilogie d'EP. Sur Escapism III, on découvre des sons plus organiques, une signature sonore plus jazz.. Les percussions se veulent plus acoustiques et les BPM sont relativement moins élevés que sur le projet précédent. Ses inspirations pour cet EP sont Daft Punk, Sade, Siriusmo, et Lenny White

### Nouvelle direction artistique et reconnaissance (2018 - présent)
Au cours de l'année 2018 et jusqu'au début de l'année 2019, Sam Gellaitry ne sort que très peu de nouveaux morceaux. Quelques singles sur Soundcloud, notamment un remix de son propre tube: Long Distance (VIP). Cela s'explique par sa présence en tournée, dans les clubs ou les festivals. Puis à la fin de l'année 2018, il annonce la sortie d'un nouveau projet, long format cette fois-ci, intitulé Viewfinder Vol1. Phosphene. Ce projet sert de base pour sa nouvelle direction artistique.
Ce long format est en effet très différent des précédents. Beaucoup moins de percussions, beaucoup plus lent. On retrouve néanmoins la signature sonore de l'artiste, notamment les nappes de violons, les synthés aigus, les percussions acoustiques, la basse 808 très "ronde", propre à l'artiste, et les structures harmoniques complexes.
Le 14 mai 2021, son EP IV sort en streaming ainsi qu'en vinyle. Composé de 4 morceaux, dont le single Duo, ce projet marque son retour après presque 2 ans d'absence. Sa direction artistique change brutalement avec ce projet. IV permet à Sam Gellaitry de présenter une nouvelle facette de sa musique puisqu'il utilise sa voix sur tous les morceaux, ce qui n'avait jamais été le cas auparavant.
Le 23 septembre 2022, la suite de son EP expérimental de 2019 sort sous le titre Viewfinder Vol.2. Ce projet est dans la continuité de son EP IV. On y trouve des sonorités pops et des morceaux chantés.
Le 27 septembre 2023, il sort un EP de quatre titres intitulé Under The Illusion. Ce projet se veut être un retour à des sonorités House, très présentes sur ses premières productions.

## Vie privée
Sam Gellaitry est atteint de synesthésie. Chez lui ce syndrome se traduit par la perception de couleurs différentes en fonction des signatures sonores de chaque morceau. Il vit à Stirling en Écosse, ou il a grandi.

## Discographie

### EP
2015: Short Stories
2015: Escapism I
2016: Escapism II
2017: Escapism III
2021: IV
2023 : Under The Illusion

### LP
2019: Viewfinder Vol.1: Phosphene
2022: Viewfinder Vol.2

### Remix
2015: Kwabs- Fight For Love (Sam Gellaitry remix)
2016: Låpsley- Love Is Blind (Sam Gellaitry remix)
2018: Nao- Dywm (Sam Gellaitry remix)
2018: Xam Volo- Old Soul (Sam Gellaitry remix)
2022 : Pink Pantheress - Passion (Sam Gellaitry Remix)

## Place dans les charts
| An   | Album/ Ep        | Position dans les charts       |
| ---- | ---------------- | ------------------------------ |
| 2015 | Short Stories EP | #20 Top Dance/Electronic Album |
| 2015 | Escapsim I       | #21 Top Dance/Electronic Album |
| 2016 | Escapsim II      | #22 Top Dance/Electronic Album |
| 2017 | Escapism III     | #10 Top Dance/Electronic Album |